# Festival de ópera de Calviá
El Festival de ópera de Calviá es un festival de música creado en el año 1998, especializado en ópera.

## Historia
En 1998, la asociación cultural musical Pere Josep Cañellas junto con el Ayuntamiento de Calviá y el entonces director de la escuela municipal de música y del Coro de Calviá, Francesc Bonnín, se organizó el Festival de Ópera de Calviá.
El Festival de Ópera de Calviá lleva a cabo la producción y montaje de una ópera escenificada (generalmente de género bufo) al año y actividades paralelas para la promoción del evento. Cuenta con la colaboración de todo el equipo de la asociación y en especial de la sección de los Amics calvianers de l'òpera.
En 2007 se inauguró el Teatro Es Casal en Paguera, y la propuesta de actividades complementarias como los pa amb oli d'òpera (cenas-coloquio-concierto con los artistas al aire libre) en Can Verger y las conferencias introductorias una hora antes de cada espectáculo.
El Festival invita a artistas residentes en Baleares, nacionales e internacionales y completa su elenco con sus formaciones estables: el Coro de Calviá y la Orquesta de Cámara de Calviá; al mismo tiempo implica a empresas y creadores y hace partícipe del evento a todo el municipio y núcleos urbanos del mismo.
La asociación Pere Josep Cañellas es miembro fundador de “La Asociación de Teatros, Festivales y Temporadas de Ópera de España (OPERA XXI)”, desde el año 2005.

## Enlaces
- Página de Ópera XXII
- Página de Turismo Cultural de las Islas Baleares

- Datos: Q5861336